# Līvi
Pour les articles homonymes, voir Livi (homonymie).
Līvi est un groupe de hard rock et heavy metal letton, originaire de Liepaja. Durant son existence, il est mené par Ēriks Ķiģelis puis Ainars Virga et particulièrement célèbre durant les années 1980. Līvi se sépare en 2010.

## Biographie

### 1974–1982
Le groupe (qui signifie littéralement les Live en français) est formé en 1974 à Liepaja sous l'étiquette d'un groupe pop rock qu'il abandonnera assez vite pour se placer plutôt dans le hard rock. Ils sont très vite considérés comme les Deep Purple ou les Led Zeppelin lettons.
En 1976, le groupe comprend Juris Pavítols, Ēriks Ķīģelis, Ingrīda Pavītola, Janis Grodums et Andris Krūziņš. En 1977, Regina Slack rejoint le groupe. En 1978, Modris Stern rejoint et Eric Chibel quitte le groupe la même année. Andris Krūziņš quitte le groupe en 1979, mais Laimis Rācenājs le rejoint en 1980. En 1980, Vilnis Krieviņš rejoint le groupe. L'époque Ķiģelis est marquée par un anti-soviétisme affiché qui leur vaudra d'être banni de scène par le régime soviétique en 1981. En 1982, en raison d'un conflit régulier avec Ēriks Ķīģelis, l'un de ses fondateurs, Juris Pavītols, quitte le groupe, tandis que Talis Pusbartnieks le rejoint cette année à l'événement Microfons jouant la chanson légendaire Zīlīte.

### 1983–1989
En 1984, Tālis Pusbatnieks abandonne le groupe. En 1985, le groupe sort l'album Fancy City et enregistre divers clips vidéo ; mais à l'automne 1985, Ēriks Ķiģelis trouve la mort dans un accident de voiture après un concert ; Igo et Modris Šterns décident de quitter le groupe.
En 1986, Ainars Virga reprend le groupe en main ; à ce stade, il se compose de Jānis Grodums, Ainars Virga, Aivars Brīze, Guntars Mucenieks, Vilnis Krieviņš, et Ingrīda Pavītola. Toujours en 1986, le groupe gagne la 1re place au Microfons avec le morceau Dzimtā valoda. En 1987, Ingrīda Pavytile et Vilnis Krieviņš quittent le groupe. En 1989, Thomas Klein rejoint le groupe, mais laisse temporairement Ainars Virga, qui, avec Igo et d'autres musiciens lettons, partira jouer en Amérique avec le groupe Riga.

### 1981–2010
En 1991, le groupe joue un concert spécial 15e anniversaire, avec presque tous les anciens et actuels membres des Līvi. Guntars Mucenieks quitte temporairement le groupe. En 1994, le groupe publie un double-album live et tourne à l'échelle locale dans une tournée baptisée Līvi dzīvi. En 1997, Aivars Brīze quitte le groupe groupe. En 1998, le groupe enregistre un nouvel album. 
En 2000, le groupe enregistre l'album 2001. Au printemps 2003, le groupe tourne de nouveau à l'échelle locale. À l'été 2003, Dainis Virga est mort décède lors d'un tragique accident de voiture et Tom Klein quitte le groupe. En 2004, le groupe enregistre l'album Pāri visam et un DVD avec l'orchestre symphonique de Liepaja. En 2006, le groupe célèbre son 30e anniversaire et joue un concert au Līvi Fest, puis enregistre un deuxième DVD avec l'orchestre symphonique de Liepaja à l'Opéra National de Lettonie. En 2006, le groupe se sépare de Šnipke, et est rejoint par Martins Bertulis. En 2007, le groupe se sépare d'Ainars Virga, qui revient la même année.
En 2010, Janis Grodums et Ainars Virga annoncent la séparation du groupe,.

## Membres

### Derniers membres
- Mārtiņš Bērtulis - guitare, chant
- Jānis Grodums - basse, chant
- Guntars Mucenieks - clavier
- Vilnis Krieviņš - percussions

### Anciens membres
- Ēriks Ķiģelis - guitare, chant
- Dainis Virga - percussions
- Aivars Brīze - chant
- Tomass Kleins - guitare
- Vilnis Krieviņš - percussions
- Juris Pavītols - guitare, chant
- Ingrīda Pavītola - chœurs
- Rodrigo Fomins - chœurs
- Valdis Štarks - percussions
- Valdis Skujiņš - guitare
- Andris Krūmiņš - percussions
- Tālis Pusbarnieks - clavier
- Ainars Virga - guitare, chant
- Māris Zīlmanis - percussions

## Discographie
- 1983 : Līvi
- 1984 : Aprīļa pilieni
- 1984 : Iedomu pilsēta
- 1994 : Karogi
- 1994 : Spoku koks
- 1996 : K.M.K.V.P.
- 1997 : Bailes par ziņģēm
- 1998 : Viva
- 2000 : 2001
- 2004 : Pāri visam

## Filmographie
- Līvi & Liepājas simfoniskais orķestris: Koncerts bildēs 2004 DVD (2005)